# 3754 Kathleen
Kathleen (asteróide 3754) é um asteróide da cintura principal com um diâmetro de 53,23 quilómetros, a 2,81276 UA. Possui uma excentricidade de 0,1090726 e um período orbital de 2 048,96 dias (5,61 anos).
Kathleen tem uma velocidade orbital média de 16,76283827 km/s e uma inclinação de 8,46017º.
Este asteróide foi descoberto em 16 de Março de 1931 por C. W. Tombaugh.